# تولوکساتون
تولوکساتون (Humoryl) یک داروی ضد افسردگی است که برای درمان افسردگی در سال ۱۹۸۴ در فرانسه معرفی شد. این ماده به عنوان یک مهار کننده برگشت‌پذیر مونوآمین اکسیداز آ (RIMA) عمل می‌کند.